# Saint-Victor-sur-Ouche
Pour les articles homonymes, voir Saint-Victor.
Saint-Victor-sur-Ouche est une commune française située dans le département de la Côte-d'Or en région Bourgogne-Franche-Comté.

## Géographie

### Villages, hameaux, lieux-dits, écarts
(liste non exhaustive)
- Marigny (Marigny-sur-Ouche) - Auvillars - La Serrée

### Climat
Pour des articles plus généraux, voir Climat de la Bourgogne-Franche-Comté et Climat de la Côte-d'Or.
En 2010, le climat de la commune est de type climat des marges montargnardes, selon une étude du Centre national de la recherche scientifique s'appuyant sur une série de données couvrant la période 1971-2000. En 2020, Météo-France publie une typologie des climats de la France métropolitaine dans laquelle la commune est exposée à un climat océanique altéré et est dans la région climatique  Bourgogne, vallée de la Saône, caractérisée par un bon ensoleillement (1 900 h/an), un été chaud (18,5 °C), un air sec au printemps et en été et des vents faibles. 
Pour la période 1971-2000, la température annuelle moyenne est de 10,3 °C, avec une amplitude thermique annuelle de 17,2 °C. Le cumul annuel moyen de précipitations est de 860 mm, avec 12,6 jours de précipitations en janvier et 7,7 jours en juillet. Pour la période 1991-2020, la température moyenne annuelle observée sur la station météorologique de Météo-France la plus proche, « Pouilly-en-Aux_sapc », sur la commune de Pouilly-en-Auxois à 15 km à vol d'oiseau, est de 10,7 °C et le cumul annuel moyen de précipitations est de 859,1 mm,. Pour l'avenir, les paramètres climatiques de la commune estimés pour 2050 selon différents scénarios d'émission de gaz à effet de serre sont consultables sur un site dédié publié par Météo-France en novembre 2022.

## Urbanisme

### Typologie
Au 1er janvier 2024, Saint-Victor-sur-Ouche est catégorisée commune rurale à habitat dispersé, selon la nouvelle grille communale de densité à 7 niveaux définie par l'Insee en 2022.
Elle est située hors unité urbaine. Par ailleurs la commune fait partie de l'aire d'attraction de Dijon, dont elle est une commune de la couronne,. Cette aire, qui regroupe 333 communes, est catégorisée dans les aires de 200 000 à moins de 700 000 habitants,.

### Occupation des sols
L'occupation des sols de la commune, telle qu'elle ressort de la base de données européenne d’occupation biophysique des sols Corine Land Cover (CLC), est marquée par l'importance des forêts et milieux semi-naturels (80,5 % en 2018), en augmentation par rapport à 1990 (79,4 %). La répartition détaillée en 2018 est la suivante : 
forêts (80,5 %), prairies (11,4 %), zones agricoles hétérogènes (4,8 %), terres arables (3,4 %). L'évolution de l’occupation des sols de la commune et de ses infrastructures peut être observée sur les différentes représentations cartographiques du territoire : la carte de Cassini (XVIIIe siècle), la carte d'état-major (1820-1866) et les cartes ou photos aériennes de l'IGN pour la période actuelle (1950 à aujourd'hui).

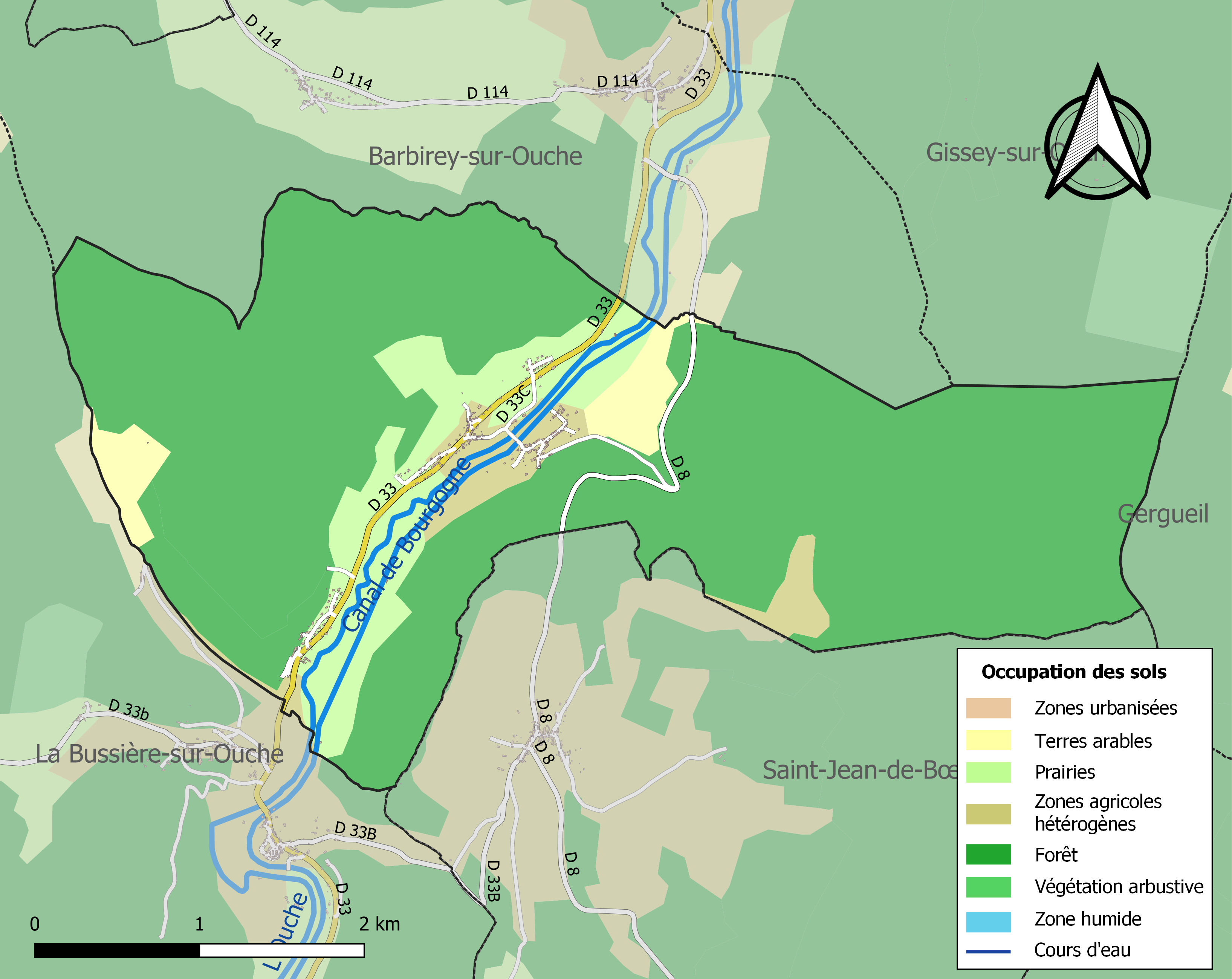
Carte des infrastructures et de l'occupation des sols de la commune en 2018 (CLC).

## Histoire
Au cours de la période révolutionnaire de la Convention nationale (1792-1795), la commune a porté le nom de Victor-sur-Ouche.
En 2013 le village servit de décors à quelques passages du film La Grande Peinture. En outre, l'un des personnages principaux de ce film, André Settmer (joué par Régis Laspalès), est un habitant du village.

## Politique et administration

### Ancien Régime
Civile
- Henry-Anne de Fuligny-Damas (1669-1745), comte de Rochechouart, seigneur d'Agey, baron de Marigny, Couches, Saint-Péreuse
- Jeanne Madeleine de Fuligny-Damas - Religieuse

### Après La Révolution
| Période                                  | Période  | Identité           | Étiquette | Qualité |
| ---------------------------------------- | -------- | ------------------ | --------- | ------- |
| juin 1995                                | mai 2020 | Christian Rollin   |           |         |
| mai 2020                                 | En cours | Jean-David Lalevée |           |         |
| Les données manquantes sont à compléter. |          |                    |           |         |

## Démographie
L'évolution du nombre d'habitants est connue à travers les recensements de la population effectués dans la commune depuis 1793. Pour les communes de moins de 10 000 habitants, une enquête de recensement portant sur toute la population est réalisée tous les cinq ans, les populations de référence des années intermédiaires étant quant à elles estimées par interpolation ou extrapolation. Pour la commune, le premier recensement exhaustif entrant dans le cadre du nouveau dispositif a été réalisé en 2007.

En 2022, la commune comptait 307 habitants, en évolution de +6,6 % par rapport à 2016 (Côte-d'Or : +0,82 %, France hors Mayotte : +2,11 %).
| 1793 | 1800 | 1806 | 1821 | 1836 | 1841 | 1846 | 1851 | 1856 |
| ---- | ---- | ---- | ---- | ---- | ---- | ---- | ---- | ---- |
| 222  | 217  | 193  | 281  | 235  | 251  | 250  | 331  | 317  |

| 1861 | 1866 | 1872 | 1876 | 1881 | 1886 | 1891 | 1896 | 1901 |
| ---- | ---- | ---- | ---- | ---- | ---- | ---- | ---- | ---- |
| 288  | 302  | 244  | 273  | 224  | 232  | 239  | 241  | 202  |

| 1906 | 1911 | 1921 | 1926 | 1931 | 1936 | 1946 | 1954 | 1962 |
| ---- | ---- | ---- | ---- | ---- | ---- | ---- | ---- | ---- |
| 183  | 207  | 159  | 160  | 162  | 138  | 165  | 141  | 115  |

| 1968 | 1975 | 1982 | 1990 | 1999 | 2006 | 2007 | 2012 | 2017 |
| ---- | ---- | ---- | ---- | ---- | ---- | ---- | ---- | ---- |
| 109  | 92   | 178  | 222  | 229  | 223  | 222  | 263  | 303  |

| 2022 | - | - | - | - | - | - | - | - |
| ---- | - | - | - | - | - | - | - | - |
| 307  | - | - | - | - | - | - | - | - |

## Lieux et monuments
Le château de Marigny-sur-Ouche, forteresse, sur les hauteurs de Saint-Victor-sur-Ouche. En ruine et partiellement sous la végétation. Encore visible :
- l'entrée (côté nord ouest) avec ses fortifications et trace du pont levis,
- escalier menant aux souterrains des fortifications d'entrée,
- la chapelle Saint-Maurice (plus ou moins conservée),
- un puits (attention, pas très visible et non sécurisé).

CCVO
Seigneurie de Marigny-sur-Ouche

## Héraldique
| Blason de Saint-Victor-sur-Ouche | Blason  | Coupé : au 1er de vair, au 2e de gueules à trois quintefeuilles d'or. |
| Blason de Saint-Victor-sur-Ouche | Détails | Le statut officiel du blason reste à déterminer.                      |